# Marco Quadrini
Marco Quadrini (Roma, 30 gennaio 1979) è un dirigente sportivo, allenatore di calcio ed ex calciatore italiano, di ruolo difensore, presidente dell'Acquacetosa Centro Calcio.

## Carriera

### Giocatore
Inizia la carriera nella Scuola Calcio Acqua Acetosa a Roma, all'età di 7 anni. Dopo tre anni supera un provino per la Roma, entrando a far parte delle giovanili dalla stagione 1989-1990, iniziando con gli Esordienti sotto età di un anno.
Percorre tutta la trafila del settore giovanile giallorosso, giocando anche la finale scudetto del Campionato Primavera 1997-1998 poi persa al San Nicola di Bari 1-0 contro l'Atalanta.
Nella stagione 1998-1999 partecipa a Predazzo al ritiro pre-campionato della prima squadra della Roma, guidata da Zdeněk Zeman. Promosso definitivamente nella rosa di prima squadra con la maglia nº19, esordisce nella stagione 1998-1999 prima in Coppa UEFA l'8 dicembre 1998 nella partita Zurigo-Roma (2-2), e poi in Serie A il 10 gennaio 1999 nella partita Cagliari-Roma (4-3). Nel dicembre 1998 gioca con la Nazionale Under-20 e Under-21 di Marco Tardelli. In totale, nella stagione 1998-1999 colleziona 12 presenze in Serie A (di cui 9 da titolare).
Nella stagione 1999-2000 rimane nella Roma di Fabio Capello fino a gennaio, quando poi si trasferisce in Serie B in prestito al Genoa allenato prima da Delio Rossi e successivamente da Bruno Bolchi.
Nella stagione 2000-2001 viene ceduto in prestito dalla Roma al Palermo (all'epoca di proprietà del presidente giallorosso Franco Sensi); qui contribuisce, nonostante un infortunio alla spalla seguito da un'operazione che gli costa la convocazione ai Giochi olimpici di Sydney con la Under-21, alla promozione della squadra rosanero in Serie B.
Tornato a Roma nella stagione 2001-2002, ad ottobre viene ceduto in compartecipazione al Napoli, che poi lo riscatta a titolo definitivo. Gioca con la maglia partenopea fino alla stagione 2003-2004 dove viene allenato da De Canio, Colomba, Scoglio, Agostinelli e Simoni.
Successivamente viene acquistato dalla Fermana e gioca qui per due campionati.

### Dirigente
Nel 2013 rifonda, insieme a Pierluigi Palma e Roberto Sabbatini, l'Acquacetosa, società nel quale aveva mosso i primi passi da calciatore.
Dal 2015 è direttore generale della Polisportiva De Rossi

## Palmarès
- Campionato italiano Serie C: 1

Palermo: 2000-2001